# Erythrura hyperythra
Erythrura hyperythra е вид птица от семейство Estrildidae.

## Разпространение
Видът е разпространен в Индонезия, Малайзия и Филипините.